# Ferry County
Ferry County je okres ve státě Washington ve Spojených státech amerických. K roku 2010 zde žilo 7 551 obyvatel. Správním městem okresu je Republic. Celková rozloha okresu činí 5 846 km². Vznikl odtržením od Stevens County.